# 石川県専修学校一覧
石川県専修学校一覧（いしかわけんせんしゅうがっこういちらん）とは、石川県の専修学校の一覧。

## 公立専修学校

### 金沢市
- 石川県立総合看護専門学校
- 石川県立保育専門学園

### 加賀市
- 加賀看護学校

## 私立専修学校

### 金沢市
- 専門学校金沢文化服装学院
- 専門学校金沢美専
- 北信越柔整専門学校
- 石川県調理師専門学校
- 石川県理容美容専門学校
- 石川県歯科医師会立歯科医療専門学校
- 専門学校ファースト学園金沢校
- 大原簿記法律観光専門学校金沢校

- 北陸デザイナー専門学校
- 金沢製菓調理専門学校
- 金沢科学技術大学校
- 金沢医療技術専門学校
- 金沢福祉専門学校
- 金沢看護専門学校
- 専門学校アリス学園
- 金沢情報ITクリエイター専門学校

- 専門学校金沢リハビリテーションアカデミー
- 国立病院機構金沢医療センター附属金沢看護学校
- 国際ペット専門学校金沢
- 金沢ウェディング・ビューティー専門学校
- スーパースイーツ製菓専門学校
- 大原医療・スポーツ専門学校
- 国際ホテル&ブライダル専門学校

### 七尾市
- 七尾服飾専門学校（休校中）
- 七尾看護専門学校
- 国際医療福祉専門学校七尾校

### 加賀市
- 専門学校アリス学園加賀分校

### 輪島市
- 日本航空大学校

### 白山市
- 金沢医療事務専門学校
- 国際調理専門学校

### 河北郡
- プロスポーツ育成専門学校（休校中）